# 休斯兄弟
亞伯·休斯（英語：Albert Hughes，1972年3月1日—）與艾倫·休斯（英語：Allen Hughes，1972年3月1日—）或共同稱作休斯兄弟（英語：Hughes brothers），是一對美國男導演、製片人和編劇，兩人為雙胞胎。兩人執導的電影常含有動作和暴力的元素，執導的知名作品如《社會的威脅》（1993年）、《絕命戰場》（1995年）、《開膛手》（2001年）和《奪天書》（2010年）。

## 早期生活
休斯兄弟出生於底特律。為非洲裔父親亞伯·休斯（Albert Hughes）與亞美尼亞裔美國人母親愛伊達（Aida）的雙胞胎兒子，其家族來自德黑蘭的伊朗亞美尼亞人。雙胞胎兩人之間的出生只相差了9分鐘。

## 作品列表

### 電影
- 《社會的威脅》（1993）
- 《絕命戰場（英语：Dead Presidents）》（1995）
- 《美國皮條客（英语：American Pimp）》（1999）-紀錄片
- 《開膛手》（2001）
- 《奪天書》（2010）
- 《驚爆危城》（2013）-僅艾倫
- 《極地之王》（2018）-僅亞伯

### 短片
- 《紐約我愛你》（2009）-僅艾倫

### 電視
- 《南布朗克斯的騎士（英语：Knights of the South Bronx）》（2005）-僅艾倫（電視電影）
- 《反叛者（英语：The Defiant Ones (TV series)）》（2017）-僅艾倫（電視紀錄片）
- 《上帝之鳥》（2020）-僅亞伯（迷你劇）

## 外部連結
- Albert Hughes在互联网电影资料库（IMDb）上的資料（英文）
- Allen Hughes在互联网电影资料库（IMDb）上的資料（英文）
- Armenian Dramatic Arts Alliance: Allen Hughes
- Armenian Dramatic Arts Alliance: Albert Hughes